# Dorfkirche Klosterdorf (Oberbarnim)

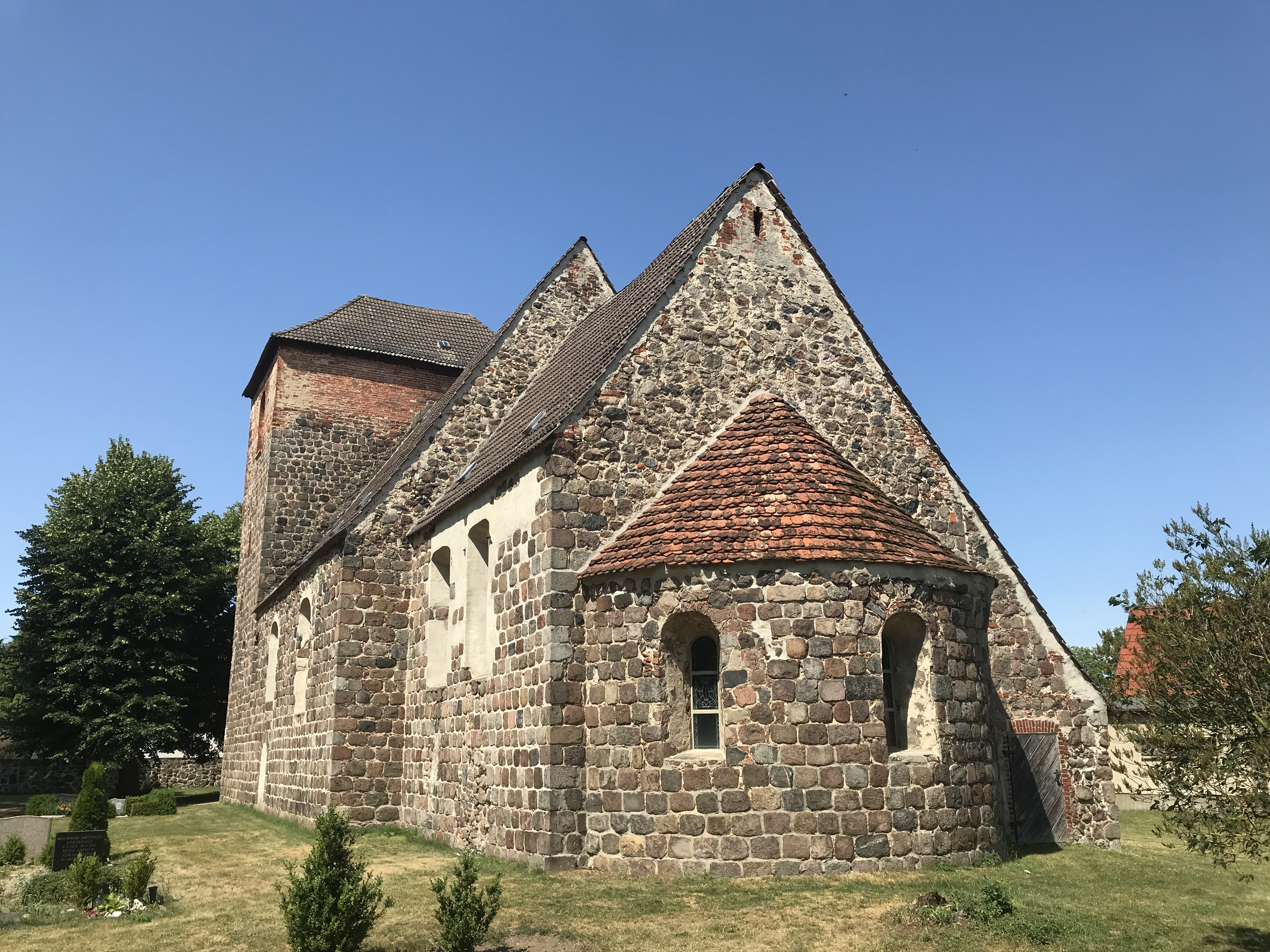
Dorfkirche Klosterdorf

Die evangelische Dorfkirche Klosterdorf ist eine Feldsteinkirche aus dem 13. Jahrhundert in Klosterdorf, einem Ortsteil der Gemeinde Oberbarnim im Landkreis Märkisch-Oderland im Land Brandenburg. Die Kirchengemeinde gehört zum Kirchenkreis Oderland-Spree
der Evangelischen Kirche Berlin-Brandenburg-schlesische Oberlausitz.

## Lage
Die Straße des Friedens führt von Nordosten kommend auf den historischen Dorfanger zu. Dieser wird vom südlich verlaufenden Hohensteiner Weg umspannt. Das Bauwerk steht nordöstlich dieser Kreuzung auf einem Grundstück, das mit einer Mauer aus unbehauenen und nicht lagig geschichteten Feldsteinen eingefriedet ist.

## Geschichte
Klosterdorf wurde vermutlich zwischen 1210 und 1220 von den Zisterziensern des Klosters Zinna gegründet und 1241/1251 erstmals als Closterstorp urkundlich erwähnt. Unter ihrer Leitung errichteten Baumeister in der zweiten Hälfte des 13. Jahrhunderts den Sakralbau als vollständige Anlage. Nach 1375 war der Ort zunächst wüst; neue Bewohner erst 1471 nachgewiesen, die eine Schäferei und einen Klosterhof betrieben. 1472 schafften sie eine neue Glocke an. Im Zuge der Reformation kam der Ort und damit auch das Kirchenpatronat an wechselnde Herren. 1595 stiftete ein bislang unbekannt gebliebener Spender eine zweite, große Glocke. 1807 erhielt die Kirche eine erste Orgel. Von 1985 bis 1987 sanierte die Kirchengemeinde das Dach und malte den Innenraum nicht originalgetreu aus.

## Baubeschreibung

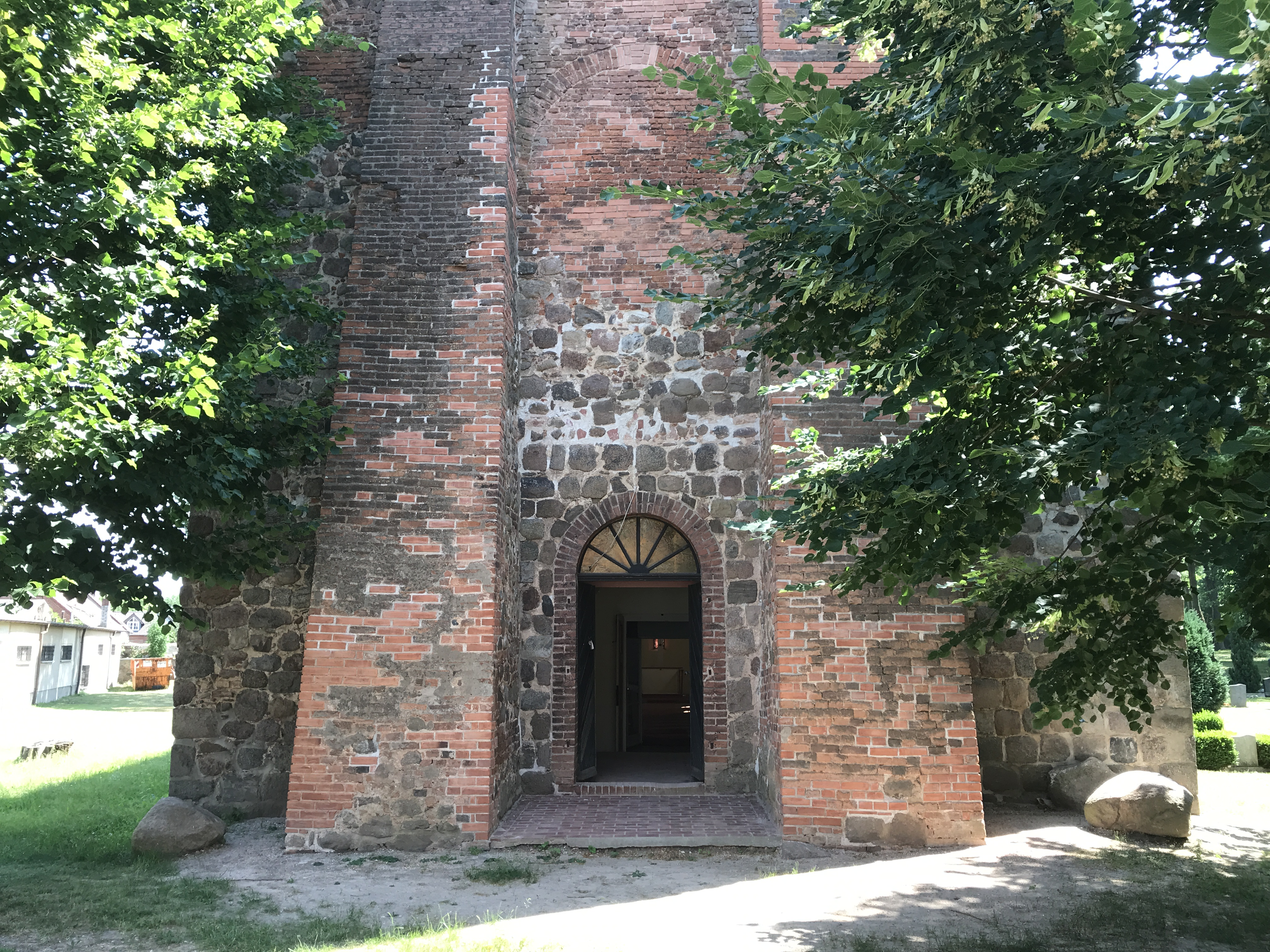
Westportal

Die Zisterzienser verwendeten für den Sakralbau überwiegend Feldstein, der sorgfältig behauen und lagig geschichtet wurde. Sie errichteten eine eingezogene, drei Meter lange und halbrunde Apsis, in die drei Rundbogenfenster eingebaut wurden. Sie trägt ein halbes Kegeldach. Daran schließt sich der Chor an. Er ist 8,1 m lang und 8,3 m breit; die Ostwand geschlossen. An der nördlichen Seite ist eine Sakristei, die über ein Schleppdach in das Bauwerk integriert wurde. Sie ist rund neun Meter lang und drei Meter breit. An der Ostseite ist eine rechteckige Pforte, deren Gewände aus rötlichem Mauerstein erbaut wurde. Im ansonsten fensterlosen Giebel ist mittig eine kreuzförmige Öffnung. Die Steine im Giebel sind weder behauen, noch lagig geschichtet. Es ist daher denkbar, dass er zu einem späteren Zeitpunkt nach einer Beschädigung wiedererrichtet wurde oder zu einem früheren Zeitpunkt verputzt oder verbrettert war. An der Chornordwand sind die Reste von fünf zugesetzten Rundbögen erkennbar; gefolgt von einer rechteckigen Öffnung im westlichen Bereich. Auf Grund der unregelmäßigen Ausführung dürfte dieser Anbau nicht zur Bauzeit errichtet worden sein. Matthias Friske vermutet, dass es sich bei den Bögen nicht um zugesetzte Fenster, sondern um Schmuckelemente handelt. Durch den Anbau werden zwei vermauerte Fenster an der Chornordwand verdeckt. Deutliche Veränderungen zeigt auch die südliche Chorseite. Hier sind zwei große, hochgesetzte und segmentbogenförmige Fenster verbaut. Rechts darunter wurde offenbar eine Priesterpforte einschließlich des umgebenden Gewändes vollständig entfernt. Die so entstandene Öffnung wurde mit Gesteinssplittern zugesetzt. Im östlichen Bereich am Übergang zum Dachfirst sind großflächige Ausbesserungsarbeiten erkennbar.
Das Kirchenschiff hat einen rechteckigen Grundriss bei einer Länge von 14 Metern und einer Breite von 11,5 Metern. Während die Umfassungsmauern aus geschichteten und behauenen Feldsteinen bestehen, wurden beim Giebel wie auch am Chorgiebel Gesteinssplitter und kleinere Steine verbaut. An der Nordseite sind zwei große und segmentbogenförmige Fenster. Das östlich gelegene schneidet die Überreste eines zugesetzten Fensters. Dazwischen ist der Rest eines deutlich kleineren, zugesetzten Fensters erkennbar. Unterhalb ist eine zugesetzte Gemeindepforte. Das Gewände ist hier noch vorhanden; die Öffnung mit behauenen Steinen so zugesetzt, dass die Linien mit der Bauhöhe am Kirchenschiff weitgehend übereinstimmen. Am Übergang zum Turm ist ein kleines Fenster, das aus der Bauzeit stammen dürfte. Vermutlich hatte das Kirchenschiff an seiner nördlichen Längswand ursprünglich fünf kleine und hochgesetzte Fenster. An der Südwand sind zwei große Fenster sowie nach Westen ein deutlich kleineres Fenster. Mittig ist eine zugesetzte Pforte, die hell verputzt ist. An der Südseite sind ebenfalls die Reste von fünf ursprünglichen Fenstern nachweisbar.
Der querrechteckige Westturm weist keine Baunaht auf und dürfte damit ebenfalls aus der Bauzeit stammen. Er nimmt die Breite des Kirchenschiffs auf und ist 6,3 m lang. Im Westen sind zwei mächtige, moderne und aus Mauersteinen errichtete Strebepfeiler, die bis in das Glockengeschoss reichen; dazwischen eine Rundbogenpforte. Oberhalb des aus Feldsteinen errichteten Eingangsbereichs sind drei übereinander angeordnete Rundbogen erkennbar (Ausbesserungsarbeiten?); oberhalb eine rundbogenförmige Öffnung. An der Nordseite ist ein kleines Fenster, das aus der Bauzeit stammen dürfte; gleiches gilt für die Südseite. Im mittleren Geschoss ist eine hochrechteckige Öffnung. Darüber wie auch an der Nordseite ebenfalls eine rundbogenförmige Öffnung. Im Glockengeschoss wurden ausschließlich Mauersteine verwendet. Es schließt mit einem quergestellten Walmdach ab.

## Ausstattung

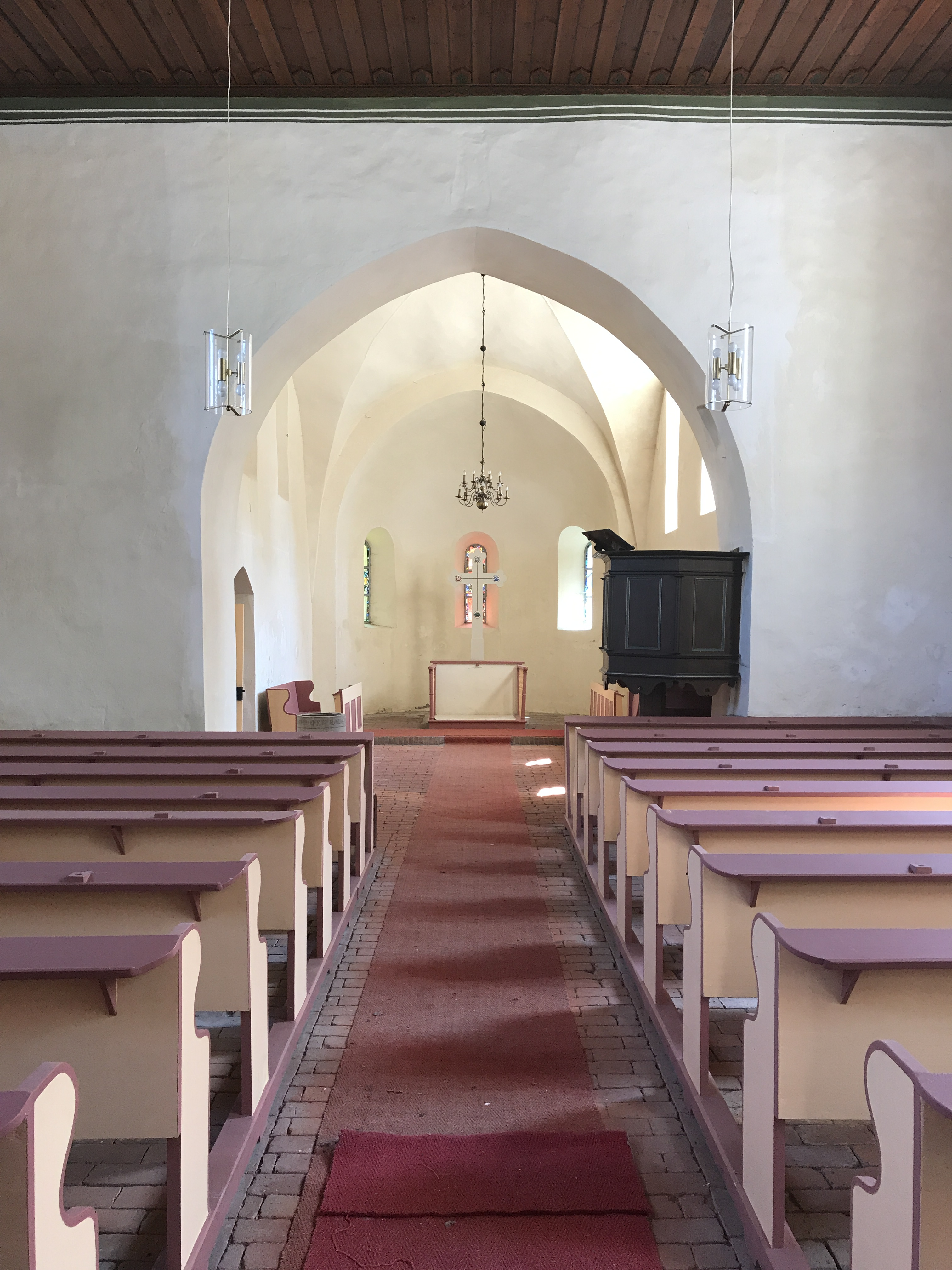
Blick ins Kirchenschiff Richtung Chor

Der Altar ist neuzeitlich; die schlichte, hölzerne Kanzel steht unter dem Triumphbogen an der südlichen Chorwand. An seiner Südseite ist ein Stein ausgebrochen. Dort könnte zu einem früheren Zeitpunkt eventuell ein Triumphkreuz angesetzt haben. Zur weiteren Kirchenausstattung gehört eine Fünte aus dem 16. Jahrhundert, die aus Rüdersdorfer Kalkstein geschaffen wurde. Sie ist 85 cm hoch und trägt eine neuzeitlich bemalte Kuppa mit einem Durchmesser von 47 cm. Aus dem Jahr 1542 ist ein Kelch überliefert, der vermutlich 1577 abhandenkam; 1600 gab es eine Kasel.
Die Bemalung ist neuzeitlich. Im westlichen Bereich der Hufeisenempore steht eine Orgel, die mehrfach umgebaut und erweitert wurde, zuletzt 1872 von Wilhelm Remler. Im Turm hängen zwei Glocken mit einem Durchmesser von 75 cm und 85 cm. Die kleinere Glocke stammt aus dem Mittelalter und trägt die Aufschrift „m°cccclxxii o rex glorie (gefolgt von einem unleserlichen Buchstaben) xpi veni cum pace“. Die größere Glocke trägt zwei Aufschriften. Im oberen Band steht „AD POMPAS AD SACRA AD FVNERA GIVES VOCE SVA CHRISTVS QVOS VOCAT IPSA VOCO ANNO 1595“ gefolgt von zwei Kreisen. Im unteren Band ist die Aufschrift zu sehen „ICH BIN IN GOTTES NAMEN DVRCHS FEWR GEFLOSSEN HEINRICH BORSTELMAN ZV MAGDEBVRG HATT MICH GEGOSSEN“.
Die Apsis trägt in Innern eine Halbkuppel; der Chor ein einjochiges Kreuzgratgewölbe mit einem darüberliegenden Dachstuhl, der noch aus dem Spätmittelalter stammen könnte. Das Schiff ist in seinem Innern flach gedeckt. Im Turm sind Überreste des Tonnengewölbes erhalten geblieben.